# NHL 1944/1945
Sezóna 1944/1945 byla 28. sezonou NHL. Vítězem Stanley Cupu se stal tým Toronto Maple Leafs.

## Konečná tabulka základní části
| Tým                 | Z  | V  | P  | R  | B  | VG  | IG  |
| ------------------- | -- | -- | -- | -- | -- | --- | --- |
| Montreal Canadiens  | 50 | 38 | 8  | 4  | 80 | 228 | 121 |
| Detroit Red Wings   | 50 | 31 | 14 | 5  | 67 | 218 | 161 |
| Toronto Maple Leafs | 50 | 24 | 22 | 4  | 52 | 183 | 161 |
| Boston Bruins       | 50 | 16 | 30 | 4  | 36 | 179 | 219 |
| Chicago Black Hawks | 50 | 13 | 30 | 7  | 33 | 141 | 194 |
| New York Rangers    | 50 | 11 | 29 | 10 | 32 | 154 | 247 |

## Play off
|  | Semifinále | Semifinále          | Semifinále |  |  | Finále Stanley Cupu | Finále Stanley Cupu | Finále Stanley Cupu |
|  |            |                     |            |  |  |                     |                     |                     |
|  | 1          | Montreal Canadiens  | 2          |  |  |                     |                     |                     |
|  | 3          | Toronto Maple Leafs | 4          |  |  |                     |                     |                     |
|  |            |                     |            |  |  | 3                   | Toronto Maple Leafs | 4                   |
|  |            |                     |            |  |  | 2                   | Detroit Red Wings   | 3                   |
|  | 2          | Detroit Red Wings   | 4          |  |  |                     |                     |                     |
|  | 4          | Boston Bruins       | 3          |  |  |                     |                     |                     |

## Ocenění
| O'Brien Cup:               | Detroit Red Wings                  |
| Prince of Wales Trophy:    | Montreal Canadiens                 |
| Calder Memorial Trophy:    | Frank McCool, Toronto Maple Leafs  |
| Hart Memorial Trophy:      | Elmer Lach, Montreal Canadiens     |
| Lady Byng Memorial Trophy: | Bill Mosienko, Chicago Black Hawks |
| Vezina Trophy:             | Bill Durnan, Montreal Canadiens    |